# Arce (mitología)
En la mitología griega, Arce (en griego Άρκη, Árke, esto es, «veloz») es un personaje secundario que solo es mencionado por un autor. Arce es la hija de Taumante y la hermana de Iris y, durante la Titanomaquia, prefirió el bando de los titanes, por lo que Zeus la condenó en el Tártaro como castigo. El autor refiere la historia de Arce con relación a Aquiles, que era apodado Podarces (ποδάρκης) esto es, «de los pies ligeros», etimología formada de los vocablos «ποδός», «pies» y «Arce». El autor nos da un mito etiológico, a saber:   
«Se dice, por otra parte, que Aquiles era llamado Podarces por los poetas, porque, según cuentan, Tetis le concedió a su hijo recién nacido las alas de Arce y «Podarces» significa que sus pies tenían las alas de Arce. Parece ser, pues, que esta Arce era una hija de Taumante e Iris era su hermana. Ambas estaban provistas de alas pero, durante la lucha de los dioses contra los titanes, Arce salió volando de la sede de los dioses y se unió a los titanes. Tras la victoria de Zeus este le despojó de sus alas, no sin antes hundirla en el Tártaro y, cuando llegaron a las bodas de Peleo y Tetis, Zeus les obsequió con estas alas como presente para Tetis».
El autor, previamente, había narrado que en un principio Tetis, a escondidas en un lugar secreto, echaba al fuego a los hijos que le nacían de Peleo. De esta manera ya habían nacido seis vástagos. Peleo, cuando nació su séptimo hijo, se dio cuenta de la artimaña de su esposa y lo arrancó de las llamas. El niño salió incólume excepto con unas heridas provocadas por las quemaduras en el hueso del tobillo. Acto seguido lo envió a Quirón, quien exhumó el cuerpo del gigante Dámiso, que estaba enterrado en Palene. Se dice que, como Dámiso era el más rápido de todos los gigantes, Quirón le quitó el hueso del tobillo y lo cosió en el pie Aquiles. La mala suerte quiso que Aquiles, cuando era perseguido por Apolo, quebrase el hueso, y de esta manera Aquiles pudo ser matado.
Ya que Arce parece ser una suerte de contrapartida de Iris, no es difícil conjeturar que ambas eran mensajeras: Arce de los titanes desde el monte Otris e Iris de los Cronidas desde el monte Olimpo. De la misma manera que Iris estaba asociada con el arcoíris, Arce pudiera estar asociada al segundo arcoíris que a veces surge pálidamente como un reflejo del primero. 
En otras fuentes la figura del mensajero de los titanes pertenece a otro dios secundario, Ítax o Itas, figura identificada con Prometeo.